# Storbritanniens Grand Prix 1973
Storbritanniens Grand Prix 1973 var det nionde av 15 lopp ingående i formel 1-VM 1973.  

## Resultat
1. Peter Revson, McLaren-Ford, 9 poäng
2. Ronnie Peterson, Lotus-Ford, 6
3. Denny Hulme, McLaren-Ford, 4
4. James Hunt, Hesketh (March-Ford), 3
5. François Cévert, Tyrrell-Ford, 2
6. Carlos Reutemann, Brabham-Ford, 1
7. Clay Regazzoni, BRM
8. Jacky Ickx, Ferrari
9. Howden Ganley, Williams (Iso Marlboro-Ford)
10. Jackie Stewart, Tyrrell-Ford
11. Mike Beuttler, Clarke-Mordaunt-Guthrie (March-Ford)
12. Niki Lauda, BRM
13. Rikky von Opel, Ensign-Ford

### Förare som bröt loppet
- Wilson Fittipaldi, Brabham-Ford (varv 44, oljeläcka)
- Emerson Fittipaldi, Lotus-Ford (36, transmission)
- John Watson, Brabham-Ford (36, bränslesystem)
- Graham Hill, Hill (Shadow-Ford) (24, chassi)
- Chris Amon, Tecno (6, bränslesystem)
- Jody Scheckter, McLaren-Ford (0, kollision)
- Mike Hailwood, Surtees-Ford (0, kollision)
- Jochen Mass, Surtees-Ford (0, kollision)
- Carlos Pace, Surtees-Ford (0, kollision)
- Jean-Pierre Beltoise, BRM (0, kollision)
- Andrea de Adamich, Brabham-Ford (0, kollision)
- Roger Williamson, March-Ford (0, kollision)
- George Follmer, Shadow-Ford (0, kollision)
- Jackie Oliver, Shadow-Ford (0, kollision)
- Graham McRae, Williams (Iso Marlboro-Ford) (0, gasspjäll)
- David Purley, LEC (March-Ford) (0, snurrade av)